# Opostegidae
Famille
Les Opostegidae sont une famille d'insectes de l'ordre des lépidoptères.
Elle comprend environ 7 genres et 192 espèces décrites, et atteint sa plus grande diversité dans le néotropique (avec 83 espèces décrites, soit 43 % du total mondial)[réf. souhaitée].
Ses imagos sont de petits papillons blanchâtres, et ses chenilles sont probablement des mineuses[réf. souhaitée]. Les plantes-hôtes utilisées en Europe comprennent des Lycopus, des Mentha et des Rumex, mais la biologie des Opostegidae est mal connue. 
La sous-famille des Oposteginae comprend 87 espèces décrites, et celle des Opostegoidinae en comprend 15,.